# Moulin Loly
De Moulin Loly is een voormalige watermolen, gelegen aan Rue Grand Aaz 36 te Hermée.
Deze bovenslagmolen stond op de Grand Aaz en fungeerde als korenmolen.
De molen bestond reeds in 1800. Toen de molen buiten bedrijf werd gesteld, werd het metalen bovenslagrad verwijderd, en ook het binnenwerk werd verwijderd toen de molen tot woonhuis werd verbouwd.